# Vävning hos häst
Vävning är en beteendestörning hos hästar – en stereotypi – som styrs bland annat av motivation, instinkt, behov och kan uppkomma på grund av brist på vandringsbehov. En häst med vävning vaggar från sida till sida på benen samtidigt som den pendlar med huvudet.
En häst äter cirka 75% av dagen och medan de äter så rör de sig, de vandrar. De står nästan aldrig stilla på samma plats. Detta kan man koppla till vävning då de rör sig på ungefär samma sätt som om de skulle beta. Boxvävning är en stereotyp hos hästen som den själv bygger upp, det är inget naturligt beteende för den. När hästen boxväver kan man säga att den vaggar från sida till sida på benen samtidigt som den pendlar med huvudet, man kan uppleva att hästen ser stressad ut. Vävning uppkommer ofta i stall där det är stressigt och det är en stor orsak till vävning. Man har sett att vävning främst framkommer hos nervösa fullblod i hög kondition som är uppstallade på tävlingsbanan medan man också upptäckt att det knappt förekommer hos travhästar. Hingstar sägs också ha lättare för att fånga upp denna beteendestörning då de ofta hålls mer isolerade från andra hästar.
Ett beteende som inte är naturligt för oss kan kännas helt naturligt för hästen att utföra. Den gör det beteendet för att försöka hantera en påfrestande situation. När den utför beteendet höjs endorfinhalten hos hästen, beta-endorfiner. Dessa gör så att hästen får en lugnande effekt men även smärtstillande precis som morfin och liknande droger har. När hästen får denna endorfinkick  ser den det som en belöning och fortsätter utföra beteendet. Denna stereotypa störning är en så kallad lokomotorisk störning.

## Orsak
Vävning är ingenting som smittar från häst till häst utan om det finns ett stall där många hästar väver så beror det ofta på fel hantering, utformning av stall/rutiner eller behandling. Stereotypen vävning är kopplad till begränsad rörelse och grovfodergivan. Hästen rör sig för att hitta föda, om det inte finns någon föda kan de utveckla vävning då två av de saker hästen är anpassad för är just att vandra och beta. Om man har en häst som vandrar i boxen försöker man ofta förhindra hästen från att göra detta genom att binda dem kort men det kan då utvecklas till att hästen börjar väva istället. En häst som inte utvecklat någon slags beteendestörning har sina naturliga behov tillfredsställda.

## Konsekvenser
Ingen vetenskaplig undersökning har kunnat bevisa att vävning kan påverka hästen negativt, men vävning i högre grad kan leda till överansträngning av frambenen. Men om hästen utövat detta beteende länge kan det så småningom börja slita på senor och leder då till att hästen växlar med att lägga sin vikt på frambenen vilket medför stor belastning. Hästen kan även vid mycket svår vävning påskynda nedbrytningen av muskulatur vilket kan leda till att den får försämrad fysisk kondition.
Något man kommit fram till nu på senare tid är att rörelsen som utförs vid vävning liknar hästens normala rörelser när den betar, med vilket menas att det är bra för den. 
Vävningen beror ofta på stress och kan leda till stressrelaterade sjukdomar till exempel kolik.
Vävning smittar inte andra hästar, dock blir stämningen i stallet oroligare när det finns en häst som ständigt står och väver.